# Moravský Svätý Ján
Moravský Svätý Ján é um município da Eslováquia, situado no distrito de Senica, na região de Trnava. Tem 39,219 km² de área e sua população em 2019 foi estimada em 2161 habitantes.

## Demografia
| Ano:        | 1994 | 2004   | 2014   | 2024   |
| ----------- | ---- | ------ | ------ | ------ |
| Broj ljudi: | 2018 | 2074   | 2115   | 2126   |
| Razlika:    |      | +2,77% | +1,97% | +0,52% |

| Ano:               | 2023 | 2024   |
| ------------------ | ---- | ------ |
| Número de pessoas: | 2135 | 2126   |
| Diferença:         |      | -0,42% |